# 소변 검사

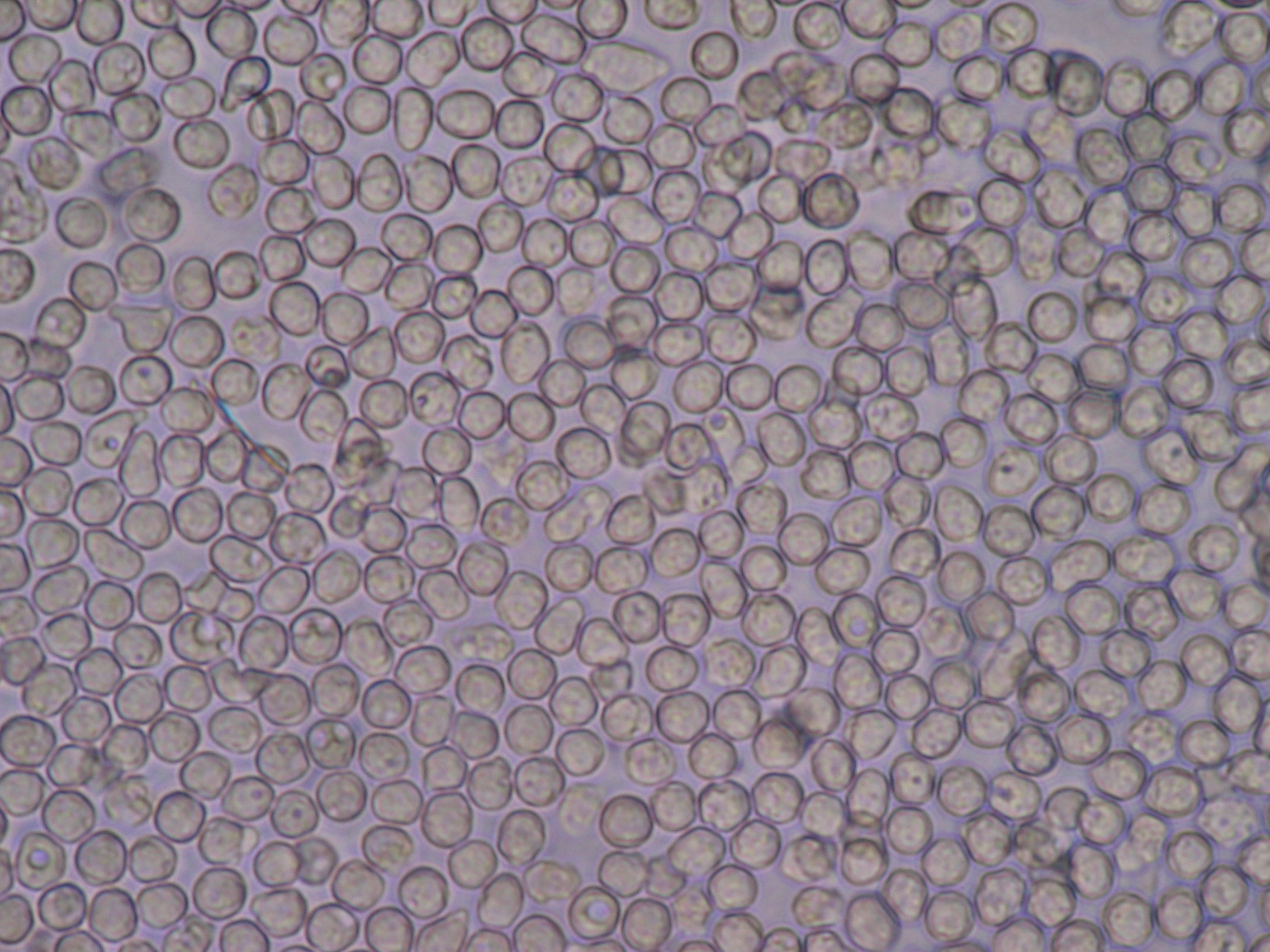
소변 검사지 샘플에 있는 백혈구를 현미경을 이용하여 관찰한 사진.

소변 검사(小便檢査, 영어: urinalysis)는 소변을 이용하는 의학적 검사 중 가장 일반적인 방법이다. 소변 검사지에 붙어 있는 필름의 색깔 변화를 사용한다. 다른 검사로는 소변 미생물 배양과 소변 전해질 수준 측정이 있다.

## 개요

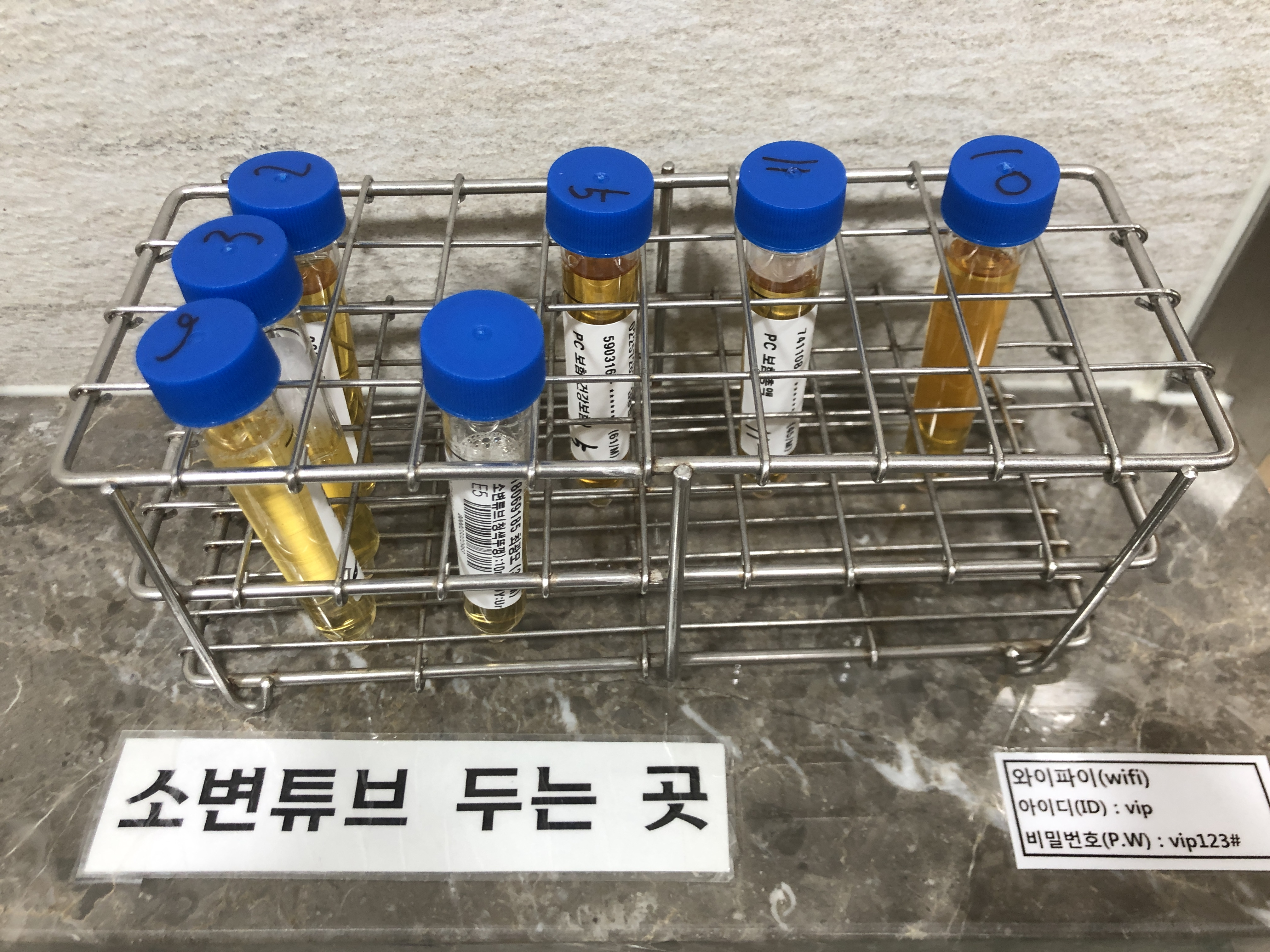
소변 검사 튜브. 주로 건강검진을 받을 때 식별표가 부착된 소변이 담긴 튜브를 화장실에 놓는다.

주로 종합 검사, 화학적 평가 및 현미경 검사가 있다. 육안 검사는 부피, 색상, 투명도, 냄새 및 비중을 포함하여 육안 또는 다른 감각으로 측정하거나 정량화 할 수 있는 매개 변수를 대상으로한다.

## 같이 보기
- 단백뇨
- 임신 진단 검사